# Ladugårdskarlens torpstuga vid Stora Ängby

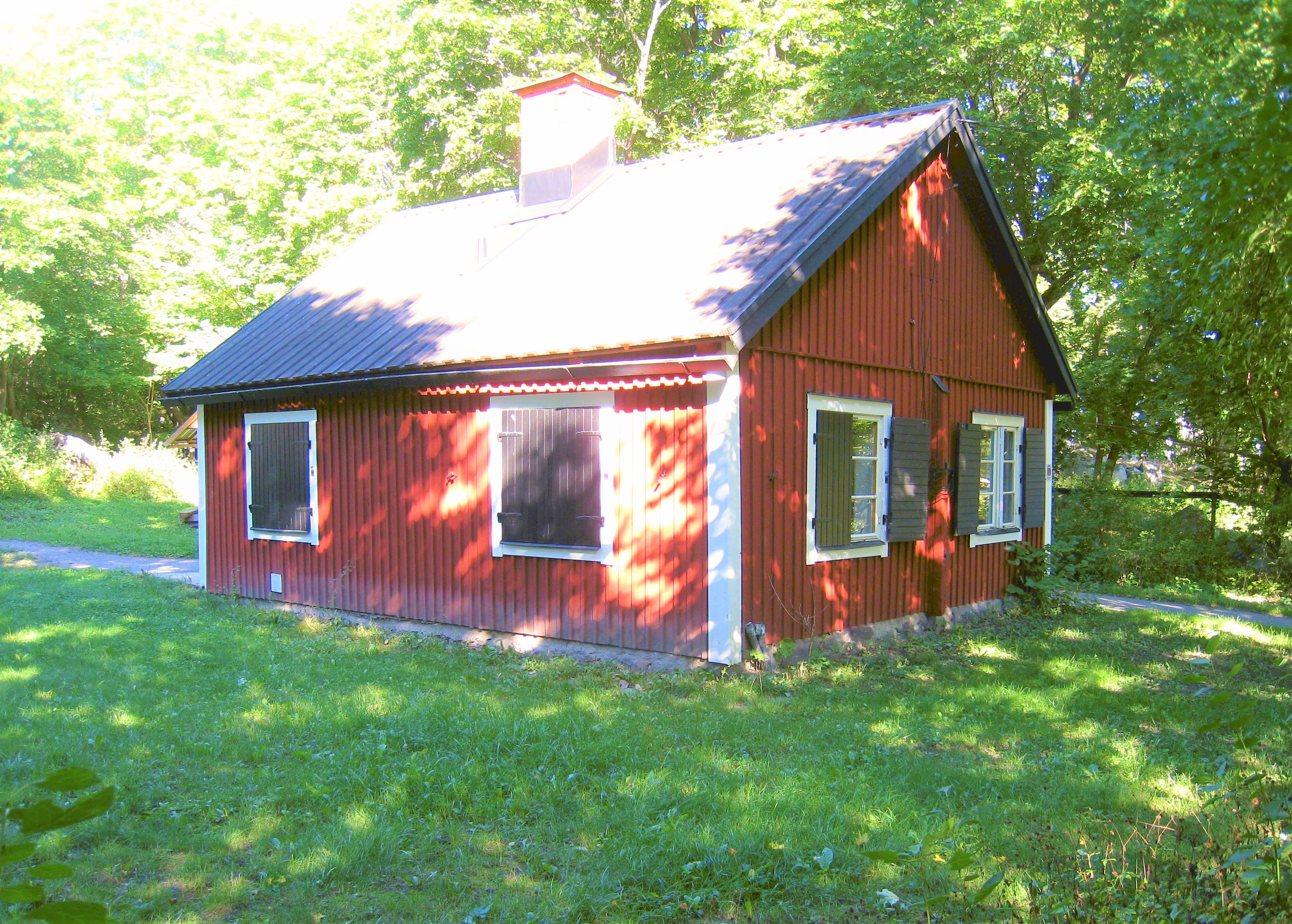
Ladugårdskarlens stuga vid Stora Ängby.

Ladugårdskarlens torpstuga vid Stora Ängby är en stuga från 1700-talet norr om Stora Ängby slott, i stadsdelen Norra Ängby i Bromma, Västerort. Ladugårdskarlens tidigare bostad, som ännu finns kvar, är grönmärkt av Stadsmuseet i Stockholm för att dokumentera att den är kulturhistorisk särskilt värdefull.

## Historia

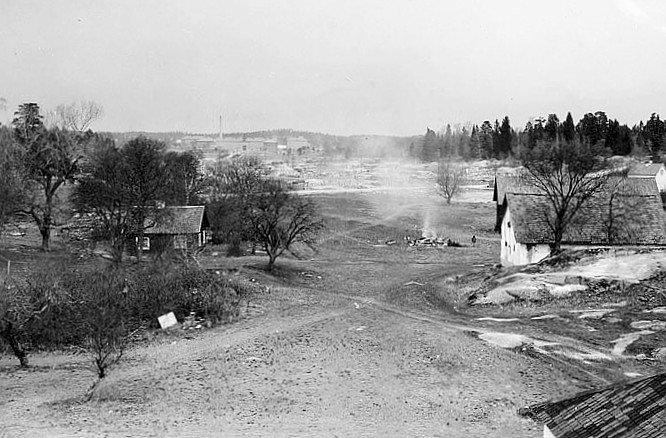
Torpstugan 1932 (till vänster), sedd från taket på Stora Ängby slott norrut.

I skogsbrynet norr om Stora Ängby slott ligger ladugårdskarlens gamla boställe. Från början var stugan byggd för två familjer som skötte ladugården vid Stora Ängby. När familjerna under senare hälften av 1800-talet flyttades till huvudbyggnadens flygel uppläts stugan åt trädgårdsmästaren istället. Stugan har en ovanlig rumsindelning. Stugan lär ha kallats "Lusasken" i likhet med en statarstuga i Åkeshov. En mycket gammal och ståtlig balsampoppel växer utanför ladugårdskarlens hus. Under år 1972 restaurerades stugan och uppläts då åt Parkleken. Huset används idag av personal verksamma i Björklunds hage.
Ladugårdskarlsstugan i Norra Ängby var ett av de åtta torp och stugor, som hörde under Stora Ängby. De övriga sju torpen var Solbaset, Frökendal (Torfstickan), Björklund, Komötet, Nytorp (Mjölnarstugan i Södra Ängby), Tyska Botten och Pihlstugan.